# كتلة التمايز 28
كتلة التمايز 28 (CD28) هي بروتين يبرز على الخلايا التائية ليوفر إشارات محفزة مرافقة ضرورية لتفعيل وحياة الخلايا التائية. تحفيز الخلية التائية من خلال كتلة التمايز 28 بالإضافة إلى مستقبل الخلية التائية يوفر إشارة قوية لإنتاج أنواع مختلفة من الإنترلوكين، وخصوصا إنترلوكين 6.